# Richard Hamming
Richard Wesley Hamming (Chicago, Illinois, SAD, 11. veljače 1915. — Monterey, Kalifornija, SAD, 7. siječnja 1998.) je bio američki matematičar čiji rad ima mnoštvo utjecaja na polju informatike i telekomunikacija. Njegov doprinos je između ostalog Hammingov kod, Hammingov prozor i Hammingova udaljenost.